# TV Enschede FM
TV Enschede FM (Merknaam van de Stichting Omroep Enschede) is een Nederlandse lokale omroep in de gemeente Enschede. De omroep startte op 1 januari 2008 als opvolger van de Stichting Lokale Omroep Enschede in 2007. De merknaam TV Enschede FM is een samentrekking van het televisiekanaal TV Enschede en het radiokanaal Enschede FM. 
De omroep is zowel in 2011 als in 2012 door de OLON uitgeroepen tot Beste Lokale omroep van Nederland. De omroep werkt naast eigen samen met verschillende andere lokale omroepen in Twente onder het samenwerkingsverband RMC Twente.

## TV Enschede
TV Enschede FM zendt de gehele week uit via het televisiekanaal TV Enschede. Elke avond om 18.00 wordt de kijker op de hoogte gebracht van het laatste nieuws uit Enschede via het TV Enschede Nieuws. Televisieprogramma's van TV Enschede zijn het politieke programma 053 (gepresenteerde compilatie van de afgelopen radio-uitzending op maandag), en het ondernemersprogramma Durf! (live vanuit Hogeschool Saxion en het ROC van Twente). Verder gebruikt de omroep zijn televisiekanaal voornamelijk voor het uitzenden van meerdelige televisieseries over actualiteiten in de regio van Enschede.

## Enschede FM
Naast een televisiekanaal beheert de omroep ook de radiozender Enschede FM. Hierop maakt de omroep radio-uitzendingen die te ontvangen zijn via de ether, kabel en internet. De uitzendingen worden verzorgd vanuit 2 moderne radiostudio's in het pand op het Roombeek in Enschede. 

### Eigen programmering
Eigen programma's van de omroep, die specifiek voor en door Enschede FM zelf zijn geproduceerd, worden uitgezonden in het gehele weekend en doordeweeks tussen 6 uur 's avonds tot middernacht. 
Deze uitzendingen zijn alleen te volgen op de eigen ether-, kabel- en internetkanalen van de omroep.

### Programmering RMC Twente
Op Enschede FM wordt doordeweeks in het tijdslot van 12 uur 's nachts tot 6 uur 's avonds de gezamenlijke programmering van het RMC-Twente (Regionaal Mediacentrum Twente) uitgezonden. 

De uitzendingen die worden gemaakt vanuit de studio's in Enschede zijn vervolgens te horen op alle lokale omroepen in Twente die aangesloten zijn bij het RMC Twente. Via een automatisch uitzendsysteem wordt vervolgens elke omroep nog apart voorzien van zijn eigen lokale nieuws, vormgeving en overige items, die per omroep allemaal op elkaar afgestemd zijn.

## Bekende gezichten en stemmen
In de loop van de jaren heeft de omroep (inclusief zijn voorganger) verscheidende – inmiddels landelijk bekende – gezichten en stemmen een plek geboden in zijn programmering, die later door zijn gestroomd naar een landelijke of regionale omroep:
- Thomas van Vliet (presentator NPO Radio 1)
- Thijs Maalderink (dj NPO Radio 2)
- Elger van der Wel (techjournalist NOS)
- Jurre Bosman (zendermanager NPO Radio 2 en NPO Radio 5)
- Martijn Biemans (radiopresentator Radio 538, voorheen Kink FM)
- Marisa Heutink (WNL/NPO Radio 2, RTV Oost)
- Marcel Spijkerman (RTV Oost)
- Inga Tjapkes (RTV Oost)

Voorgaande lijst is vooralsnog incompleet.